# Code de la route (émission de télévision)
Pour les articles homonymes, voir Code de la route.
Code de la route est un jeu télévisé diffusé sur France 2 et TF1 entre 2003 et 2011.

## Historique

### Concept et format
L'émission inventée par Michel Nouader et Childéric Muller et produite par Waï TV, est basée sur le thème de la sécurité routière et permet aux téléspectateurs de repasser le code de la route et de faire le point sur leurs connaissances de la conduite automobile et de leur comportement civique.
Des candidats, présents en studio, répondent à 40 questions du code de la route. Ces questions ont été officiellement préparées avec les Éditions nationales du permis de conduire (ENPC) sous le contrôle du juge-arbitre, Jean-Pierre Fougère, consultant européen expert formation routière et ancien responsable des services du ministère.

### Diffuseurs et animateurs
Diffusée pour la première fois sur France 2 le 26 février 2003 sous le titre Code de la route : Le Grand Examen, l'émission est présentée par Patrice Laffont et Gaël Leforestier, puis par Patrice Laffont et Sandrine Quétier pour la seconde le 26 juin 2004.
Renommée Code de la route : Repassez-le en direct, elle est diffusée sur TF1 en juin 2008 avec Julien Courbet et Églantine Éméyé à la présentation, avant de repasser sur France 2 en juin 2011 sous le titre Code de la route : À vous de jouer, toujours avec Julien Courbet et Samira Ibrahim. 

### Interactivité
Un système interactif permet dès 2003 aux téléspectateurs de jouer par téléphone, puis en 2004 par internet, enfin depuis 2011 l'application UPinTV autorise tous les téléspectateurs à participer gratuitement en direct.

### Records d'audience et succès international
La première émission, diffusée par France 2 en 2003, attire près de 11 millions de téléspectateurs et reste le record dans la catégorie divertissement pour le service public. La part d'audience s'élève à 52 %. 
Le format est ensuite adapté dans de nombreux pays étrangers notamment sur ITV1 (Royaume-Uni) (nouveau record d'audience avec 7 millions de téléspectateurs) ou Keshet Aroutz 2 (Israël) et régulièrement repris sur les chaînes françaises. 
En 2008 sur TF1 "Code de la route, repassez-le en direct" est présenté par Julien Courbet et Eglantine Emayé L'émission rassemble 6.2 millions de téléspectateurs et 34,9% des femmes responsables des achats.
L'emission est revenue en 2011 sur France 2 sous le titre Code de la route : À vous de jouer!,. réalisant le meilleur score de la saison sur cette case.

### Controverse
En janvier 2003, alors que l'émission de France2 est en préparation, la chaîne privée M6 annonce dans un communiqué qu'elle avait également prévu de diffuser une émission interactive sur le code de la route, Permis de conduire : Le Grand Test. Les deux chaînes se livrent alors une bataille juridique provoquant de nombreuses déprogrammations de part et d'autre. Après intervention du Conseil supérieur de l'audiovisuel, France 2 se voit reconnaître le droit de programmer en premier son émission. M6 poursuit en justice France 2, ce à quoi Waï TV réplique en démontrant que le producteur travaillait depuis plus de deux ans sur le sujet. 
Deux ans plus tard, M6 se verra déboutée de toutes ses demandes et l'antériorité de Waï TV reconnue par la justice.

### Adaptations
LES GRANDS EXAMENS: 
Waï TV a produit d'autres émissions spéciales dérivées de ce format, par exemple Respect (2004), La Grande Révision : Du certif' au bac (2012) ou La Télé de A à Z (2006) sur France Télévisions, Français, la grande interro! diffusée par TF1 (2008) et présentée par Laurence Boccolini et Jean-Pierre Foucault, avec la participation de Bernard Pivot ou, en Grande-Bretagne, Great British Pop Music Test, Great British Memory Test, Great British Spelling Test... toutes ces émissions étant regroupées par les producteurs sous l'appellation Les Grands Examens.